# Cittarium pica
Cittarium pica is een slakkensoort uit de familie Tegulidae. De wetenschappelijke naam werd gepubliceerd in 1758 door Carl Linnaeus in de tiende editie van Systema naturae.